# Proyectil penetrante formado por explosión

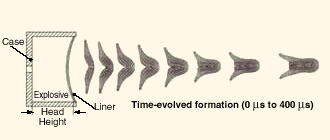
Formación de una ojiva EFP. Laboratorio de Investigación de la USAF.

Un proyectil formado por explosión (EFP por la siglas en inglés), también conocido como proyectil de formación explosiva, ojiva de forja automática o fragmento de forja automática, es un tipo especial de carga hueca diseñada para penetrar el blindaje de manera efectiva. Como sugiere el nombre, el efecto de la carga explosiva es deformar una placa de metal en forma de proyectil y acelerarla hacia un objetivo. Fueron desarrollados por primera vez como perforadores de petróleo por compañías petroleras estadounidenses en la década de 1930 y se utilizaron como armas en la Segunda Guerra Mundial.

## Diferencias con las cargas de forma convencional

Formación de una EFP

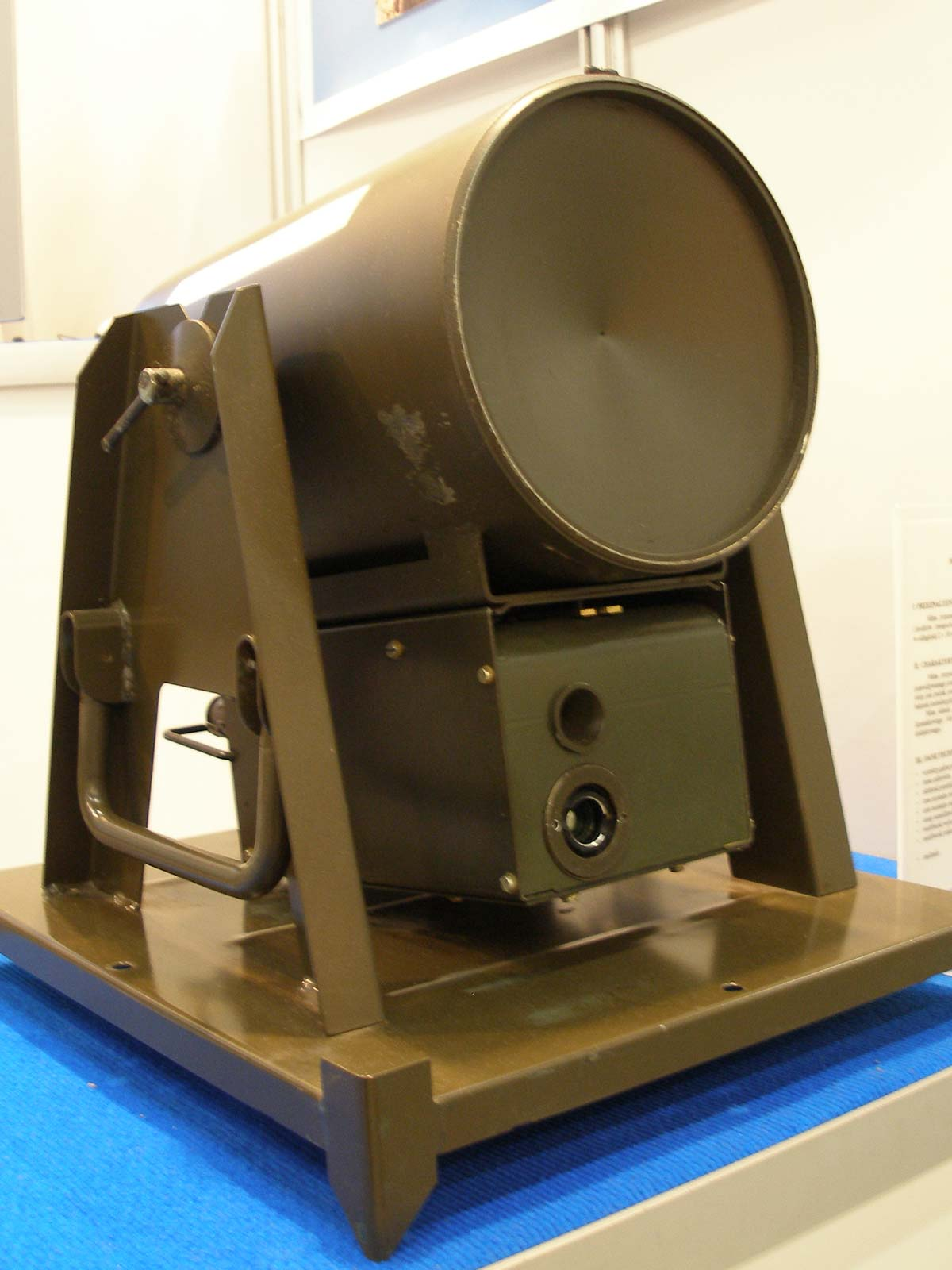
Mina MPB que muestra el lado de penetrador formado de forma explosiva

Un proyectil de carga hueca convencional generalmente tiene un revestimiento de metal cónico que es formado por una explosión formado otro metal superplástico con gran velocidad capaz de penetrar un revestimiento de acero grueso y dejar fuera de combate a los vehículos. Una desventaja de este proyectil es que pierde efectividad a medida que avanza, ya que se rompe en partículas desconectadas que se desalinean.
Un EFP funciona con el mismo principio, pero su revestimiento está diseñado para formar un proyectil que en cambio, mantendrá su forma, lo que le permitirá atravesar la armadura a una distancia mayor. El revestimiento en forma de plato de un EFP puede generar varias formas distintas de proyectiles, según la forma de la placa metálica que se use de base y cómo se haga la detonación del explosivo.
La inserción de un EFP se ve más afectada por la densidad del metal de su revestimiento en comparación con una carga hueca formada de manera convencional. A los 16.654g/cm3, el tantalio es preferible en sistemas de disparo que tienen limitaciones de tamaño, como el SADARM, que se dispara mediante un obús. Para otros sistemas de armas sin limitaciones prácticas en el diámetro de la ojiva, un revestimiento de cobre más barato (8.960g/cm 3) y del doble del diámetro se puede utilizar en su lugar. Un EFP con un revestimiento de tantalio normalmente puede penetrar una armadura de acero de un grosor igual a su diámetro, o la mitad de esa cantidad con un revestimiento de cobre. Por el contrario, una carga hueca convencional puede penetrar una armadura hasta seis veces su diámetro en espesor, dependiendo de su diseño y material del revestimiento.
Algunas ojivas EFP sofisticadas tienen múltiples detonadores que se pueden disparar en diferentes arreglos causando diferentes tipos de formas de onda en el explosivo, lo que resulta en un proyectil con forma de barra larga, un proyectil de bala aerodinámica o múltiples fragmentos de alta velocidad. Un enfoque menos sofisticado para cambiar la formación de un EFP es el uso de una malla de alambre frente al revestimiento, lo que hace que el revestimiento se fragmente en múltiples proyectiles penetrantes.
Además de los EFP sencillos(también llamados EFP simples o SEFP), existen ojivas EFP cuyos revestimientos están diseñados para producir más de un proyectil; estos se conocen como múltiple EFP o MEFP. El revestimiento de un MEFP generalmente cuenta con una serie de formas que se cruzan entre sí en ángulos agudos. Tras la detonación, el revestimiento se fragmenta a lo largo de estas intersecciones para formar decenas de pequeños proyectiles, generalmente esferoidales, que producen un efecto similar al de una escopeta. El patrón de impactos en un objetivo se puede controlar con precisión según el diseño del revestimiento y la forma en que se detona la carga explosiva. Aparentemente, un miembro del grupo JASON propuso un MEFP impulsado por energía nuclear en 1966 para la defensa contra misiles balísticos terminales. Un dispositivo relacionado fue la unidad de propulsión de impulsos nucleares propuesta para el Proyecto Orión .

Los EFP se han adoptado como ojivas en varios sistemas de armas, incluidas las bombas CBU-97 y las aéreas BLU-108 (con bombas de racimo Skeet), el kit de demolición de las Fuerzas de Operaciones Especiales M303, la munición de ataque ligero seleccionable (SLAM) M2/M4, las bombas de racimo SADARM, el proyectil de artillería de ataque superior SMArt 155, el Sistema de Ataque Autónomo de Bajo Coste y el misil antitanque TOW-2B.

## Uso en artefactos explosivos improvisados

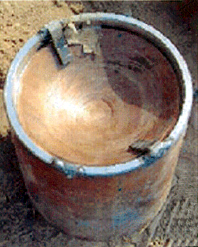
Artefacto explosivo improvisado en Irak. Cuando se activa, la forma cóncava de cobre en la parte superior se convierte en un proyectil penetrante formado por explosión.

Los EFP se han utilizado en artefactos explosivos improvisados contra vehículos blindados, por ejemplo en el asesinato en 1989 del banquero alemán Alfred Herrhausen (atribuido a la Facción del Ejército Rojo ), y por Hezbolá en la década de 1990. Un desarrollo reciente es su uso generalizado en AEIs por parte de insurgentes en Irak contra vehículos de la coalición.
Las cargas son generalmente cilíndricas, fabricadas con tubería de metal común, con el extremo delantero cerrado por un revestimiento cóncavo de cobre o acero en forma de disco para crear una carga con forma. El explosivo se carga detrás del revestimiento de metal para llenar la tubería. Tras la detonación, el explosivo proyecta el revestimiento para formar un proyectil.
Los efectos de las explosiones tradicionales, rara vez desactivan los vehículos blindados, pero el EFP de cobre sólido es bastante letal, incluso para la nueva generación de vehículos resistentes a las minas (que están hechos para resistir una mina antitanque ).
Colocados habitualmente en barreras de choque al nivel de las ventanas, se colocan a lo largo de los bordes de las carreteras en los puntos de estrangulamiento donde los vehículos deben reducir la velocidad, como intersecciones y cruces. Esto da tiempo al operador para juzgar el momento de disparar.
La detonación se controla por cable, radio control, controles remotos de TV, de forma remota con un sensor infrarrojo pasivo, o mediante un par de teléfonos móviles comunes. Los EFP se pueden implementar individualmente, en parejas o en conjuntos, según lo requiera la situación táctica .

### Proyectiles penetrantes de formación explosiva no circulares
Los penetradores formados por explosión no circulares se pueden formar sobre la base de modificaciones en la construcción del revestimiento. Por ejemplo, las patentes estadounidenses 6606951 y 4649828 tienen un diseño no circular. El primero, está diseñado para lanzar múltiples proyectiles penetrantes asimétricos disparados horizontalmente en 360 grados. El segundo, está diseñado para formar varios EFP en forma de pinzas para la ropa, lo que aumenta la probabilidad de impacto.
Además, se puede hacer una EFP simplificada (SIM-EFP) utilizando una base rectangular, similar a una carga hueca con forma de plato. Este diseño se puede modificar aún más para que sea similar al US4649828A con múltiples barras de acero cortadas y dobladas que se disparan en grupos en vez de una a una.
En Irlanda del Norte se han descubierto dispositivos similares que fueron desarrollados por grupos republicanos disidentes con intención de utilizarlos contra la policía.

## Uso para impactar asteroides
La nave espacial Hayabusa2 llevaba un pequeño tirador de mano. Fue arrojado desde Hayabusa2 a un asteroide y detonado. La explosión creó un proyectil de cobre formado por explosión, que golpeó el asteroide con una velocidad de 2 km/s. El cráter creado por el impacto fue objeto de más observaciones por parte de los instrumentos a bordo. La carga formada constaba de 4,5kg de HMX plastificado y 2,5kg de revestimiento de cobre.

## Otras lecturas
- Fundamentals of Shaped Charges, W.P. Walters, J.A. Zukas, John Wiley & Sons Inc., Junio 1989, ISBN 0-471-62172-2
- Tactical Missile Warheads, Joseph Carleone (ed.), Progress in Astronautics and Aeronautics Series (V-155), Publicado por AIAA, 1993, ISBN 1-56347-067-5
- The Good Soldiers, David Finkel, Picador, 2009, ISBN 978-0-312-43002-3